# Embraer EMB 202 Ipanema
Embraer EMB 202 Ipanema là một loại máy bay nông nghiệp được sử dụng để phun hóa chất trên các khu vực canh tác nông nghiệp rộng lớn. Nó được sản xuất bởi hãng Indústria Aeronáutica Neiva, một công ty con của Embraer đặt tại thành phố Botucatu của Brasil. Phiên bản mới nhất của loại máy bay này trang bị động cơ sử dụng nhiên liệu Ethanol, phiên bản này kinh tế hơn so với các phiên bản sử dụng nhiên liệu là xăng, dầu. Loại máy bay này được sử dụng rộng rãi tại Brazil, nó chiếm thị phần khoảng 80% trên thị trường, và 1.000 chiếc đã được chế tạo tính đến 15 tháng 3-2005. Bên cạnh máy bay, thiết bị chuyển đổi sử dụng nhiên liệu từ xăng dầu sang cồn Ipanema cho động cơ thường cũng được bán trên thị trường. Người ta thường nghĩ cái tên Ipanema bắt nguồn từ Bãi biển Rio de Janeiro, nhưng thật ra cái tên này bắt nguồn từ một nông trại nơi nó được thử nghiệm đầu tiên.

## Phát triển
Vào những năm 1960, việc phát triển một máy bay nông nghiệp của Brazil được thúc đẩy bởi sự mở rộng của thị trường các sản phẩm nông nghiệp, đặc biệt là cây đậu tương và cây mía. Trong thời gian này, máy bay Ipanema đã được phát triển bởi các kỹ sư của Viện Kỹ thuật Hàng không (ITA) tại Nông trại Ipanema ở Sorocaba.
Phiên bản đầu tiên của máy bay có tên gọi EMB-200, thực hiện chuyến bay đầu tiên vào năm 1970 và được cấp giấy chứng nhận vào tháng 12-1971. Máy bay trang bị một động cơ piston công suất 260 mã lực. Việc sản xuất hàng loạt bắt đầu vào năm 1972 do hãng Embraer thực hiện. Vào tháng 9-1974, EMB-201 được giới thiệu, bao gồm nhiều cải tiến như động cơ 300 mã lực, cánh quạt mới, cánh mới và tăng sức chứa.
Năm 1992, việc sản xuất Ipanema chuyển tới Indústria Aeronáutica Neiva, do hãng Embraer mua được. Năm 1992, một mẫu mới có tên gọi EMB-202 hay Ipanemão đã được xuất xưởng. Máy bay mới có cải tiến khí động học, sức chứa tăng thêm 40%, và có một tùy chọn cho thiết bị hiện đại, ứng dụng anten điện tĩnh.
Vào những năm sau đó, Neiva đã thực hiện các cải tiến quan trọng trên máy bay, như thêm cánh nhỏ phụ ở đầu cánh, thêm hệ thống điều hòa không khí trong cabin, và một số cải tiến khác.
Từ khi cồn được sản xuất rộng rãi ở Brazil, giá thành của cồn chỉ vào khoảng 25-30% so với giá xăng dầu chuyên dụng cho máy bay, nhiều nông dân Brazil đã thử chuyển sang dùng cồn để chạy máy bay, kết quả rất khả quan. Do đó đã xuất hiện động cơ Ipanema dùng cồn, nó được chứng nhận bởi Cơ quan quản lý kỹ thuật hàng không vũ trụ Brazil (CTA) vào 19 tháng 10-2004. Động cơ Ipanema có giá bảo dưỡng và chi phí vận hành thấp hơn 20% so với động cơ xăng dầu thông thường sử dụng trên máy bay.

## Các phiên bản
Thời gian trong ngoặc chỉ thời điểm được cấp giấy chứng nhận.
- EMB-200 (Tháng 12-1971) với động cơ 260 HP Lycoming, cánh quạt Mc Cauley và sức chứa 550 kg.
- EMB-200A (Tháng 12-1973) tương tự như EMB-200 với cánh quạt Hartzell và động cơ cải tiến.
- EMB-201 (Tháng 9-1974) với động cơ 300 HP Lycoming, cánh quạt Hartzell và sức chứa 750 kg, cộng thêm cải tiến khí động học.
- EMB-201A (Tháng 4-1977) tương tự như EMB-201 với cánh, panel mới.
- EMB-201R Máy bay một chỗ cho Không quân Brazil. 3 chiếc được chế tạo cho câu lạc bộ của học viện không quân. Không quân Brazil gọi loại này là U-19.
- EMB-202 (Tháng 5-1991) với động cơ 300 HP Lycoming, cánh quạt Hartzell và sức chứa 950 kg.
- EMB-202A (Tháng 10-2004) với động cơ 320 HP Lycoming, sử dụng nhiên liệu là cồn, có chi phí vận hành và bảo dưỡng thấp hơn.

## Thông số kỹ thuật (EMB-202A)

### Đặc điểm riêng
- Phi đoàn: 1
- Sức chứa: 950 kg (2.094 lb) chất hóa học
- Chiều dài: 7.43 m (24.37 ft)
- Sải cánh: 11.69 m (38.45)
- Chiều cao: 2.22 m (7.28 ft)
- Diện tích cánh: n/a
- Trọng lượng rỗng: n/a
- Trọng lượng cất cánh: 1.800 kg (3.968 lb)
- Trọng lượng cất cánh tối đa: n/a
- Động cơ: 1× Lycoming IO-540-K1J5, 320 hp (240 kW)

### Hiệu suất bay
- Vận tốc cực đại: n/a
- Vận tốc hành trình: 222 km/h (138 mph)
- Tầm bay: 610 km (379 mi)
- Trần bay: n/a
- Vận tốc lên cao: n/a
- Lực nâng của cánh: n/a
- Lực đẩy/trọng lượng: n/a
- Khả năng chứa nhiên liệu ethanol: 264 lt ethanol (70 US gal.)
- Công suất tiêu thụ nhiên liệu: 98 lt/h (26 US gal.)
- Quãng đường cất cánh: 354 m (1.161 ft)
- Quãng đường hạ cánh: 170 m (558 ft)

### Các thiết bị tùy chọn
- Van tiếp nhiên liệu nhanh
- Swathmaster
- Hệ thống rải hóa chất điện tĩnh
- GPS Vi sai

### Máy bay có tính năng tương đương
- Grumman Ag Cat
- Ayres Thrush
- PAC Fletcher